# François Archambault
Pour les articles homonymes, voir Archambault (homonymie).
Œuvres principales
- 15 secondes
- La Société des loisirs
- Tu te souviendras de moi

François Archambault, né le 13 février 1968 à Montréal, est un dramaturge, metteur en scène et parolier québécois. Parmi toutes les pièces écrites par Archambault, plusieurs ont été acclamées, traduites et présentées à l'étranger.

## Biographie

### Études
Il étudie dans sa ville natale et est diplômé en écriture dramatique de l'École nationale de théâtre du Canada en 1993.Il complète par la suite un majeur en Études françaises à l'Université de Montréal, avant de se lancer dans l'écriture dramatique à un rythme très soutenu : entre 1989 et 1998, il signe douze pièces de théâtre et participe à sept collectifs d'auteurs. 

### Théâtre
Son premier succès est la pièce Cul sec (1993). Elle est présentée d'abord en lecture publique au Festival des francophonies en Limousin, est montée ensuite à Montréal par les finissants de l'École nationale, puis reprise par le Théâtre PÀP en février 1995.
Il a aussi écrit et mis en scène Si la tendance se maintient (1995) et, l'année suivante, Les Gagnants, pièce nommée pour le Masque du texte original lors de la Soirée des Masques 1996. 
La pièce 15 secondes, qu'il complète en 1997, se voit décerner le Prix littéraire du Gouverneur général 1998, dans la catégorie théâtre de langue française, cependant que l'équipe de création de la pièce reçoit, lors de la Soirée des Masques 1999, le Masque de la Révélation et celui de la Production théâtre privé. La même année, Adieu beauté, écrite en 1998, obtient pour sa part du Masque de la Production Régions en 1999. 
À la suite de La Nostalgie du paradis (2000), la création de La Société des loisirs (2003), un huis clos pour deux couples victimes de leurs illusions, obtient un gros succès public et critique, en plus de remporter le Masque du texte original par l'Académie québécoise du théâtre en 2004. La pièce a d’ailleurs été présentée pour la première fois à Paris en 2014. 
La même année, sa pièce Tu te souviendras de moi, écrite en 2013, a été créée à la Licorne et a connu un succès retentissant, se classant dans la course pour les Prix littéraires du Gouverneur général. Reprise en tournée à travers le Canada et ayant déjà rayonné à l’international, Tu te souviendras de moi sera portée en 2018 au grand écran par le réalisateur Éric Tessier, avec qui François Archambault a cosigné l’adaptation cinématographique. Renouant avec le Théâtre de la Licorne, sa plus récente pièce, Une mort accidentelle y a été jouée en 2017. 
En 2018, pour célébrer les vingt ans du Petit Théâtre du Nord, François Archambault signe la pièce Quelque chose comme une grande famille, présentée du 21 juin au 24 août de l'été de cette même année. 

#### Œuvres principales[3]
- Cul sec (1993)
- 15 secondes (1997)
- Adieu beauté, la comédie des horreurs (1998)
- C'est devenu gros (2000)
- La Nostalgie du paradis (2000)
- La Société des loisirs (2003)
- Tu te souviendras de moi (2013)
- Une mort accidentelle (2017)

### Autres travaux
En plus d’écrire pour le théâtre, François Archambault a scénarisé, pour la télévision, les deux saisons de la série Les Étoiles filantes, diffusée à Radio-Canada (nomination aux Gémeaux pour Meilleur texte - série dramatique, 2009). Il a aussi collaboré à l’écriture de plusieurs séries télé.
Également parolier, il est lauréat en 1998, avec son frère Benoît, du Prix en chanson de Petite-Vallée pour la chanson L'Effet papillon. Cette collaboration se poursuit encore aujourd'hui, entre autres avec le projet Mille îles.
Poète à ses heures perdues, il a écrit Poèmes en bord de mer en 2018, durant ses vacances au Mexique, en janvier de la même année. Inspiré par ses lectures de plage (la biographie de Leonard Cohen et la BD Steak it easy, il a réfléchi à la question: "Que fait le poète quand il est en vacances dans le sud?"

### Vie privée
François Archambault a deux frères : Stéphane et Benoît. Stéphane Archambault, né en 1969, est un des membres fondateurs du groupe de musique Mes Aïeux. Benoît  Archambault, né en 1975, également musicien, a collaboré avec François pour la composition de chansons.
Il est en couple avec Marie-Hélène Thibault, une comédienne québécoise, depuis plusieurs années. Ensemble, ils ont coécrit la pièce C'est devenu gros lors de la première grossesse de Marie-Hélène.

## Liste de ses œuvres[3]
- Le lieu commun (show de toilettes) (1992-2002)
- Le jour de la fête de Martin (1992)
- Cul sec (1993)
- Les gagnants (1994-1995)
- Si la tendance se maintient (chronique référendaire) (1995)
- La vie inimitable de Cléopâtre (1996)
- 38 (O) (collectif) (1996)
- Le souper va être froid (1996)
- La montagne (1997)
- Jésus revient sur terre (1997)
- 15 secondes (1997)
- Adieu beauté, la comédie des horreurs (1998)
- Code 99 (1999)
- Le requin (2000)
- C'est devenu gros (2000)
- La nostalgie du paradis (2000)
- La société des loisirs (2003)
- Coin Satin-Laurent, ou Les cinq doigts de la main (collectif) (2004)
- Bénédiction (coin Somerville) (2005)
- Les frères Laforêt (2007)
- Enfantillages (2011)
- Tu te souviendras de moi (2013)
- Le dénominateur commun (2015)
- Une mort accidentelle (2017)
- Pétrole (2020)